# 어벤져스: 에이지 오브 울트론
《어벤져스: 에이지 오브 울트론》(Avengers: Age of Ultron)은 2015년에 공개된 미국의 슈퍼히어로 영화로, 마블 코믹스가 출간한 동명의 만화 어벤져스가 원작이며, 마블 시네마틱 유니버스 세계관을 공유하는 마블 슈퍼히어로 영화들의 크로스 오버 작품인 어벤져스의 후속작이다. 2014년 3월 대한민국 서울 마포대교와 의왕에서 일부 장면이 촬영되었다.

## 줄거리
동유럽 국가인 소코비아에서 어벤저스(토니 스타크, 토르, 브루스 배너, 스티브 로저스, 나타샤 로마노프, 클린트 바튼)는 이전에 사용했던 홀을 사용하여 인간을 실험한 남작 볼프강 폰 스트러커가 지휘하는 히드라 시설을 습격했다. 로키에 의해. 그들은 스트러커의 테스트 대상 중 두 명인 쌍둥이 피에트로(초인적 인 속도를 가진)와 완다 막시모프(텔레파시 및 염력 능력을 가진)를 만나 스트러커를 체포하고 스타크는 로키의 홀을 회수한다.
스타크와 배너는 홀의 보석에서 인공 지능을 발견하고 그것을 스타크의 "울트론" 글로벌 방어 프로그램을 완료하는 데 사용하기로 비밀리에 결정한다. 예기치 않게 지각력이 있는 울트론은 지구를 구하기 위해 인류를 근절해야 한다고 믿고 스타크의 A.I를 제거한다. J.A.R.V.I.S. 본부에서 어벤저스를 공격한다. 홀을 가지고 탈출한 울트론은 스트러커의 소코비아 기지에 있는 자원을 사용하여 그의 초보적인 신체를 업그레이드하고 로봇 드론 군대를 구축한다. 스트러커를 죽인 그는 회사의 무기로 부모의 죽음에 대한 책임을 스타크에게 부여하는 막시모프를 모집하고 비브라늄을 얻기 위해 요하네스 버그의 무기 딜러 율리시스 클라우에(Ulysses Klaue) 기지로 간다. 어벤저스는 울트론과 막시모프를 공격하지만 완다는 잊혀지지 않는 비전으로 그들을 제압하여 배너가 헐크로 변하고 스타크가 반 헐크 갑옷으로 그를 막을 때까지 날 뛰게 만든다.
그로 인한 파괴에 대한 세계적인 반발과 완다의 환각이 불러일으킨 두려움 때문에 팀은 바턴의 농가에 은신하게 된다. 토르는 환각 속에서 본 묵시적인 미래에 대해 에릭 셀비그 박사와 상의하기 위해 떠나고, 닉 퓨리는 도착하여 팀이 울트론을 막을 계획을 세울 것을 권장한다. 서울에서 울트론은 로키의 홀을 사용하여 팀의 친구 헬렌 초를 노예로 만든다. 그들은 그녀의 합성 조직 기술인 비브라늄과 홀의 보석을 사용하여 새로운 몸을 만든다. 울트론이 몸에 자신을 업로드하면 완다는 그의 마음을 읽을 수 있다. 인간 멸종에 대한 그의 계획을 발견한 막시모프는 울트론에게 등을 돌린다. 로저스, 로마노프 및 바턴은 울트론과 싸우고 합성 신체를 회수하지만 울트론은 로마노프를 붙잡는다. 스타크와 배너가 인터넷 내부의 울트론을 피해 숨어 있다가 여전히 일하고 있는 J.A.R.V.I.S.를 합성 몸에 몰래 업로드하자 어벤저스는 그들 사이에서 싸운다.
토르는 몸의 활성화를 돕기 위해 돌아와서 눈썹에 있는 보석이 존재하는 가장 강력한 물체인 6개의 인피니티 스톤 중 하나인 마인드 스톤이라는 비전을 기반으로 한다. 이 "비전"은 토르의 망치인 묠니르를 들기에 합당하여 그들의 신뢰를 얻는다. 비전과 막시모프는 어벤저스와 함께 소코비아로 이동한다. 울트론은 남아있는 비브라늄을 사용하여 수도의 많은 부분을 하늘로 들어 올리는 기계를 만들고 땅에 충돌시켜 전 세계를 멸종시킬 계획이다. 배너는 전투를 위해 헐크를 깨우는 로마노프를 구출한다. 퓨리가 마리아 힐, 제임스 로즈, S.H.I.E.L.D.와 함께 헬리캐리어에 도착하는 동안 어벤저스는 울트론의 군대와 싸운다. 민간인을 대피시키는 요원.
피에트로는 바턴을 총격으로부터 보호하면서 죽고 복수심에 불타는 완다는 울트론의 기본 몸을 파괴하기 위해 그녀의 자리를 버리고 그의 무인 항공기 중 하나가 기계를 활성화 할 수 있다. 도시는 무너지지만 스타크와 토르는 기계에 과부하를 걸고 대륙을 산산조각 낸다. 그 여파로 헐크는 그녀와 함께 로마노프를 위험에 빠뜨리지 않으려고 퀸젯을 타고 떠나고, 비전은 울트론의 마지막 남은 몸에 맞서 파괴한다. 나중에 퓨리, 힐, 초, 셀비그가 운영하는 새로운 기지를 구축한 어벤저스와 함께 토르는 최근 사건을 조작한 것으로 의심되는 세력에 대해 자세히 알아보기 위해 아스가드로 돌아간다. 스타크가 떠나고 바턴이 은퇴함에 따라 로저스와 로마노프는 로즈, 비전, 샘 윌슨, 완다와 같은 새로운 어벤저스를 훈련시킬 준비를 한다.
중간 크레딧 장면에서 타노스는 건틀릿을 착용하고 인피니티 스톤을 직접 회수하겠다고 맹세한다.

## 배역
- 로버트 다우니 주니어 - 토니 스타크 / 아이언맨
- 크리스 에반스 - 스티브 로저스 / 캡틴 아메리카
- 마크 러펄로 - 브루스 배너 / 헐크
  - 루 퍼리그노 - 헐크 목소리
- 크리스 헴스워스 - 토르
- 스칼렛 요한슨 - 나타샤 로마노바 / 블랙 위도우
- 엘리자베스 올슨 - 완다 막시모프 / 스칼릿 위치
- 에런 존슨 - 피에트로 막시모프 / 퀵실버
- 제임스 스페이더 - 울트론
- 폴 베타니 - 비전, 자비스 (목소리)
- 새뮤얼 L. 잭슨 - 닉 퓨리
- 코비 스멀더스 - 마리아 힐
- 돈 치들 - 제임스 로즈 / 워 머신
- 앤서니 매키 - 샘 윌슨 / 팔콘
- 토마스 크레치만 - 볼프강 폰 스트러커
- 수현 - 헬렌 조
- 스텔란 스카르스고르드 - 에릭 셀빅
- 헤일리 앳웰 - 페기 카터
- 이드리스 엘바 - 헤임달
- 앤디 서키스 - 율리시스 클로
- 린다 카델리니 - 로라 바턴
- 헨리 굿맨 - 리스트 박사
- 줄리 델피 - 마담 B
- 케리 콘던 - 프라이데이 (목소리)
- 조시 브롤린 - 타노스
- 스탠 리 - 카메오

## 한국판 성우진
- 홍시호 - 토니 스타크 / 아이언맨(로버트 다우니 주니어)
- 안장혁 - 토르(크리스 헴스워스) / 타노스(조시 브롤린)
- 사성웅 - 브루스 배너 / 헐크(마크 러펄로)
- 임채헌 - 스티브 로저스 / 캡틴 아메리카(크리스 에반스)
- 소연 - 나타샤 로마노프 / 블랙 위도우(스칼렛 요한슨)
- 유동균 - 클린트 바튼 / 호크아이(제레미 레너)
- 김승태 - 제임스 로드 / 워 머신(돈 치들)
- 이현 - 피에트로 막시모프 / 퀵실버(에런 존슨)
- 문남숙 - 완다 막시모프 / 스칼렛 위치(엘리자베스 올슨)
- 유호한 - 자비스 / 비전(폴 베타니)
- 한경화 - 마리아 힐(코비 스멀더스)
- 방성준 - 에릭 셀빅(스텔란 스카르스고르드)
- 송준석 - 울트론(제임스 스페이더)
- 김기현 - 닉 퓨리(사무엘 L. 잭슨)
- 사문영 - 닥터 조(수현)
- 박영재 - 바론 볼프강 본 스트러커(토마스 크레치만) / 샘 윌슨(앤서니 매키)
- 김하영 - 페기 카터(헤일리 앳웰) / 프라이데이(케리 콘던) / 로라(린다 카델리니)
- 권창욱 - 율리시스 클로(앤디 서키스)
- 시영준 - 헤임달(이드리스 엘바)